# Avenida del Puerto (Valencia)
La avenida del Puerto (en valenciano avinguda del Port) es una vía urbana de Valencia (España), situada entre la plaza de Zaragoza y el puerto de Valencia. era la avenida más larga de Valencia hasta hace un tiempo, y durante gran parte de su trayecto le corre paralela la calle de las Islas Canarias. Colinda con el paseo de la Alameda, la avenida de Eduard Boscà, la avenida del Cardenal Benlloch, la avenida del Doctor Manuel Candela, la calle de Menorca y la calle de la Serrería. Tiene su origen en el Camino Nuevo del Grao, construido en 1802.

## Nombre
La avenida toma su nombre original del puerto de Valencia. Tras su apertura al tráfico en 1802, ha recibido numerosos nombres. Tras la finalización de la Primera Guerra Mundial recibió el nombre de Avenida de los Aliados. Dicho nombre duró del 4 de noviembre de 1918 hasta el 5 de diciembre de 1923. Durante la guerra civil (1936-39) se rebautizó como avenida de Lenin y durante el Franquismo se denominó Doncel Luis Felipe García Sanchiz, recuperando su denominación original en la Transición.

## Historia
La avenida del Puerto tiene su origen en el camino nuevo del Grao o simplemente camino del Grao, proyectada por el arquitecto Vicent Gascó en 1789 y construida en 1802 para canalizar el tráfico de los caminos Hondo y Viejo del Grao, y así revitalizar el puerto. Los autores contemporáneos alabaron tanto su valor estratégico como la racionalidad de su trazado. Alrededor de esta arteria, que se convirtió en el eje principal entre la ciudad y el puerto, creció rápidamente una serie de almacenes, talleres y, más tarde, factorías. En el Diccionario de Madoz (1845-1850) aparece la siguiente descripción:

el [camino] que dirige á Valencia es una recta y magnífica alameda de 1/2 leg[ua] de estension, con hermosos andenes á ambos lados, á los que una doble hilera de elevados chopos preserva de los ardientes rayos del sol, formando con sus ramages un espeso y continuado toldo sobre el camino del centro, destinado para carruages; su estado es escelente [...]
Diccionario de Madoz

A finales del siglo XIX era una de las vías más transitadas de la ciudad, especialmente durante el verano, cuando gente de todas las clases sociales se dirigía a la Villanueva del Grao o al Pueblo Nuevo del Mar a fin de recrearse. En 1909 la cabecera del camino nuevo acogió la Exposición Regional Valenciana, para la que se construyeron un buen número de edificios modernistas y eclécticos de los que quedan unos pocos, principalmente en el barrio de L'Exposició. La avenida se sometió a cambios en la jardinera central en el año 1996 continuando con dos sentidos, para dar paso en el año 2005 a unos cambios importantes con motivo de la Copa América, cambiando el tráfico en sentido únicamente descendente y añadiendo un carril bici.

## Elementos importantes
Es la vía de acceso más importante entre el centro y el puerto, y comunica los distritos de Algirós y Caminos al Grao, así como los barrios de Cabañal-Cañamelar y el Grao.

## Transporte
Por la vía discurren varias líneas de la EMT 4, 19, 30, 92 y N8, y la cruzan 18, 40, 89, 90 y 99 dispone de servicio de taxi, carril bici, 7 estaciones Valenbisi, y en proyecto pasará el tranvía orbital entre las calles Trafalgar y Guillem d'Anglesola.